# 格勒尼切什蒂鄉

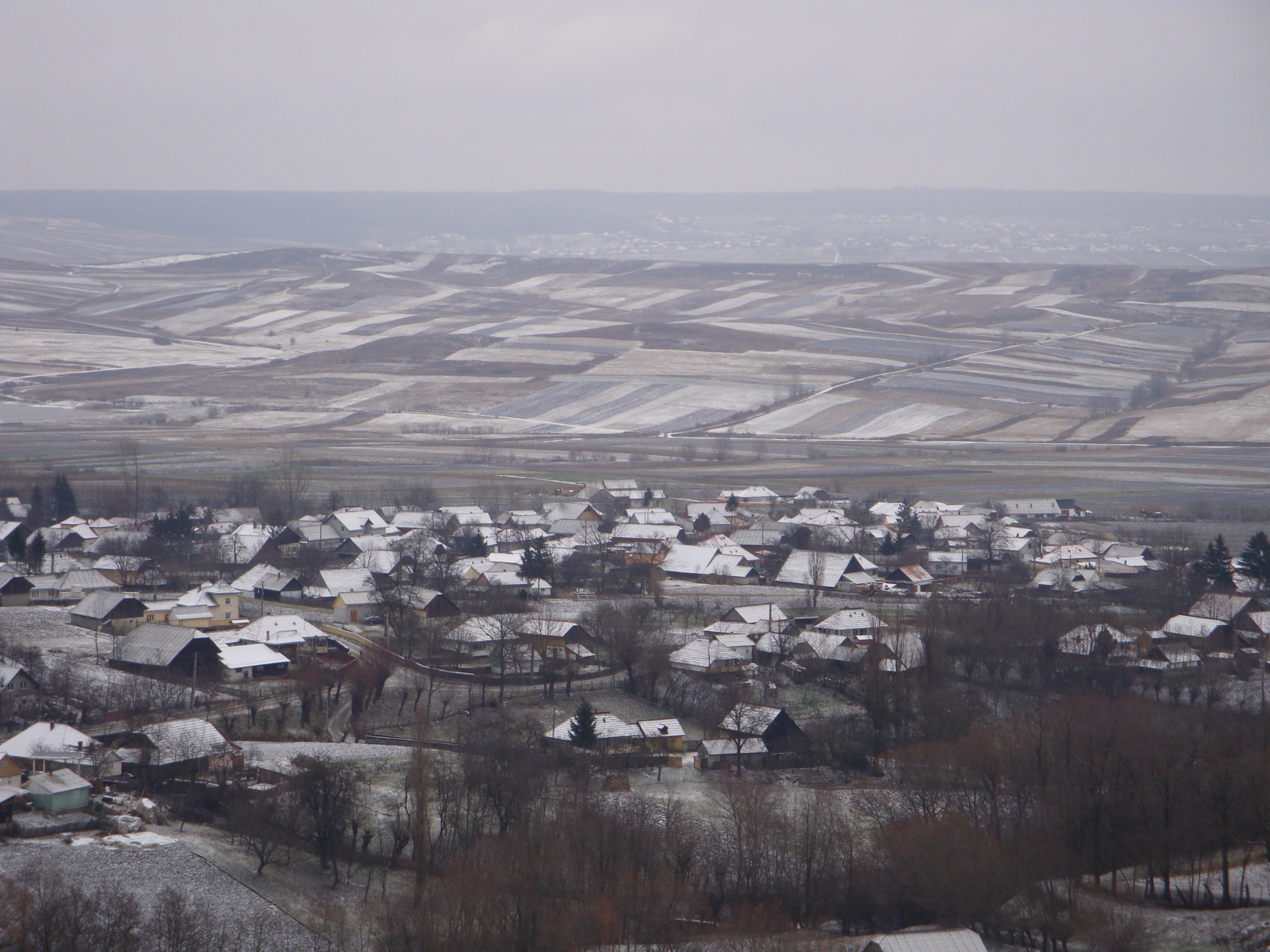

47°49′N 26°04′E / 47.817°N 26.067°E
格勒尼切什蒂鄉（羅馬尼亞語：Comuna Grănicești, Suceava），是羅馬尼亞的鄉份，位於該國東北部，由蘇恰瓦縣負責管轄，面積49平方公里，海拔高度396米，2007年人口5,015，人口密度每平方公里102人。